# Bouchardius nigerrimus
Bouchardius nigerrimus là một loài bọ cánh cứng trong họ Cerambycidae.